# ISO 639:e
Dies ist die Liste der ISO-639-3-Sprachcodes beginnend mit e.
Index |
a |
b |
c |
d |
e |
f |
g |
h |
i |
j |
k |
l |
m |
n |
o |
p |
q |
r |
s |
t |
u |
v |
w |
x |
y |
z
Abkürzungen werden in der Tabelle wie folgt verwendet:
- Scope: I = individual language (Einzelsprache), M = macrolanguage (Makrosprache), S = Spezialcode
- Type: A = ancient (alte Sprache, ausgestorben in alter Zeit), C = constructed (konstruiert), E = extinct (ausgestorben in jüngerer Zeit), H = historical (historische Sprache, unterschieden von ihrer modernen Sprachform), L = living (lebende Sprache), S = Spezialcode

Zurückgezogene Codes (retired codes) sind in Klammern eingeschlossen.
Die Spalte Sprachenfamilie enthält die Sprachfamilie oder die Makrosprache der jeweiligen Sprache.
Werden Codes hier nicht gefunden, könnten sie auch noch unter ISO-639-2- oder unter ISO-639-5-Codes zu finden sein.
| 639-3 | 639-1 | 639-2B | Sprache                                  | ISO-Sprachbezeichnung       | Scope/ Type | Sprachenfamilie                      |
| ----- | ----- | ------ | ---------------------------------------- | --------------------------- | ----------- | ------------------------------------ |
| eaa   |       |        | Karenggapa                               | Karenggapa                  | I/E         | Pama-Nyunga-Sprachen                 |
| ebg   |       |        | Ebughu                                   | Ebughu                      | I/L         | Cross-River-Sprachen                 |
| ebk   |       |        | Eastern Bontok                           | Eastern Bontok              | I/L         | Nord-Luzon-Sprachen                  |
| ebo   |       |        | Teke-Eboo                                | Teke-Ebo                    | I/L         | Teke-Sprachen                        |
| ebr   |       |        | Tschaman                                 | Ebrié                       | I/L         | Kwa-Sprachen                         |
| ebu   |       |        | Embu                                     | Embu                        | I/L         | Bantusprachen                        |
| ecr   |       |        | Eteokretisch                             | Eteocretan                  | I/A         | Ägäische Sprachen                    |
| ecs   |       |        | Ecuadorianische Gebärdensprache          | Ecuadorian Sign Language    | I/L         | Gebärdensprache                      |
| ecy   |       |        | Eteokyprisch, Eteozyprisch               | Eteocypriot                 | I/A         | Ägäische Sprachen                    |
| eee   |       |        | E                                        | E                           | I/L         | Mischsprache, Tai, Chinesisch        |
| efa   |       |        | Efai                                     | Efai                        | I/L         | Cross-River-Sprachen                 |
| efe   |       |        | Efe                                      | Efe                         | I/L         | Zentralsudanische Sprachen           |
| efi   |       | efi    | Efik                                     | Efik                        | I/L         | Cross-River-Sprachen                 |
| ega   |       |        | Ega                                      | Ega                         | I/L         | Atlantische Sprachen                 |
| egl   |       |        | Emilianisch                              | Emilian                     | I/L         | Romanische Sprachen                  |
| ego   |       |        | Eggon                                    | Eggon                       | I/L         | Plateau-Sprachen                     |
| egy   |       | egy    | Ägyptisch, Ägyptisch-Koptisch, Kemisch   | Egyptian                    | I/A         | Afroasiatische Sprachen              |
| ehu   |       |        | Ehueun                                   | Ehueun                      | I/L         | Edoide Sprachen                      |
| eip   |       |        | Eipomek                                  | Eipomek                     | I/L         | Mek-Sprachen                         |
| eit   |       |        | Eitiep                                   | Eitiep                      | I/L         | Torricelli-Sprachen                  |
| eiv   |       |        | Askopan                                  | Askopan                     | I/L         | Papuasprachen                        |
| eja   |       |        | Ejamat                                   | Ejamat                      | I/L         | Atlantische Sprachen                 |
| eka   |       | eka    | Ekajuk                                   | Ekajuk                      | I/L         | Ekoide Sprachen                      |
| (ekc) |       |        | Eastern Karnic                           | Eastern Karnic              | I/E         | „Retired 2019“                       |
| eke   |       |        | Ekit                                     | Ekit                        | I/L         | Cross-River-Sprachen                 |
| ekg   |       |        | Ekari                                    | Ekari                       | I/L         | Trans-Neuguinea-Sprachen             |
| eki   |       |        | Eki                                      | Eki                         | I/L         | Cross-River-Sprachen                 |
| ekk   |       |        | Standardestnisch                         | Standard Estonian           | I/L         | Ostseefinnische Sprachen             |
| ekl   |       |        | Kol                                      | Kol                         | I/L         | Munda-Sprachen                       |
| ekm   |       |        | Elip                                     | Elip                        | I/L         | Mbam-Sprachen                        |
| eko   |       |        | Koti                                     | Koti                        | I/L         | Bantusprachen                        |
| ekp   |       |        | Ekpeye                                   | Ekpeye                      | I/L         | Igboide Sprachen                     |
| ekr   |       |        | Yace                                     | Yace                        | I/L         | Idomoide Sprachen                    |
| eky   |       |        | Kayah, Eastern                           | Kayah, Eastern              | I/L         | Karenische Sprachen                  |
| ele   |       |        | Elepi                                    | Elepi                       | I/L         | Torricelli-Sprachen                  |
| elh   |       |        | El Hugeirat                              | El Hugeirat                 | I/L         | Nubische Sprachen                    |
| eli   |       |        | Nding                                    | Nding                       | I/E         | Kordofanische Sprachen               |
| elk   |       |        | Elkei                                    | Elkei                       | I/L         | Torricelli-Sprachen                  |
| ell   | el    | gre    | Griechisch                               | Greek                       | I/L         | Indogermanische Sprachen             |
| elm   |       |        | Eleme                                    | Eleme                       | I/L         | Cross-River-Sprachen                 |
| elo   |       |        | El Molo                                  | El Molo                     | I/L         | Kuschitische Sprachen                |
| (elp) |       |        | Elpaputih                                | Elpaputih                   | I/L         | Malayo-polynesische Sprachen         |
| elu   |       |        | Elu                                      | Elu                         | I/L         | Ozeanische Sprachen                  |
| elx   |       | elx    | Elamisch                                 | Elamite                     | I/A         | Isolierte Sprachen                   |
| ema   |       |        | Ivbiosakon, Emai-Iuleha-Ora              | Emai-Iuleha-Ora             | I/L         | Edoide Sprachen                      |
| emb   |       |        | Mbalo                                    | Embaloh                     | I/L         | Süd-Sulawesische Sprachen            |
| eme   |       |        | Emerillon                                | Emerillon                   | I/L         | Tupí-Guaraní-Sprachen                |
| emg   |       |        | Meohang, Eastern                         | Meohang, Eastern            | I/L         | Kiranti-Sprachen                     |
| emi   |       |        | Mussau-Emira                             | Mussau-Emira                | I/L         | Ozeanische Sprachen                  |
| emk   |       |        | Östliches Maninkaka                      | Maninkakan, Eastern         | I/L         | Mande-Sprachen                       |
| (eml) |       |        | Emilianisch-Romagnolisch                 | Emiliano-Romagnolo          | I/L         | Romanische Sprachen                  |
| emm   |       |        | Mamulique                                | Mamulique                   | I/E         | Comecrudo-Sprachen                   |
| emn   |       |        | Eman                                     | Eman                        | I/L         | Tivoide Sprachen                     |
| (emo) |       |        | Emok                                     | Emok                        |             | Mascoi-Sprachen                      |
| emp   |       |        | Emberá, Northern                         | Emberá, Northern            | I/L         | Chocó-Sprachen                       |
| ems   |       |        | Alutiiq, Pazifik-Golf-Yupik              | Yupik, Pacific Gulf         | I/L         | Yupik-Sprachen                       |
| emu   |       |        | Muria, Eastern                           | Muria, Eastern              | I/L         | Dravidische Sprachen                 |
| emw   |       |        | Emplawas                                 | Emplawas                    | I/L         | Babar-Sprachen                       |
| emx   |       |        | Erromintxela                             | Erromintxela                | I/L         | Para-Romani-Sprachen                 |
| emy   |       |        | Klassisches Maya, Epigraphisches Maya    | Mayan, Epigraphic           | I/A         | Maya-Sprachen                        |
| ena   |       |        | Apali                                    | Apali                       | I/L         | Madang-Adelbert-Range-Sprachen       |
| enb   |       |        | Markweta                                 | Endo                        | I/L         | Nilotische Sprachen                  |
| enc   |       |        | En                                       | En                          | I/L         | Kadai-Sprachen                       |
| end   |       |        | Ende                                     | Ende                        | I/L         | Zentral-malayo-polynesische Sprachen |
| enf   |       |        | Wald-Enzisch, Bai                        | Enets, Forest               | I/L         | Samojedische Sprachen                |
| eng   | en    | eng    | Englisch                                 | English                     | I/L         | Westgermanische Sprachen             |
| enh   |       |        | Tundra-Enzisch, Maddu                    | Enets, Tundra               | I/L         | Samojedische Sprachen                |
| (eni) |       |        | Enim                                     | Enim                        |             | Malayo-Sumbawa-Sprachen              |
| enl   |       |        | Enlhet, Northern Lengua                  | Enlhet                      | I/L         | Mascoi-Sprachen                      |
| enm   |       | enm    | Mittelenglisch                           | English, Middle (1100–1500) | I/H         | Westgermanische Sprachen             |
| enn   |       |        | Engenni                                  | Engenni                     | I/L         | Edoide Sprachen                      |
| eno   |       |        | Enggano                                  | Enggano                     | I/L         | Malayo-polynesische Sprachen         |
| enq   |       |        | Enga                                     | Enga                        | I/L         | Enga-Sprachen                        |
| enr   |       |        | Emumu                                    | Emumu                       | I/L         | Papuasprachen                        |
| enu   |       |        | Enu                                      | Enu                         | I/L         | Lolo-Sprachen                        |
| env   |       |        | Enwan (Edu State)                        | Enwan (Edu State)           | I/L         | Edoide Sprachen                      |
| enw   |       |        | Enwan (Akwa Ibom State)                  | Enwan (Akwa Ibom State)     | I/L         | Cross-River-Sprachen                 |
| enx   |       |        | Enxet, Lengua Ser, Lengua, Vowak, Enhlit | Enxet                       | I/L         | Mascoi-Sprachen                      |
| eot   |       |        | Eotile                                   | Beti (Côte d’Ivoire)        | I/L         | Kwa-Sprachen                         |
| epi   |       |        | Epie                                     | Epie                        | I/L         | Edoide Sprachen                      |
| epo   | eo    | epo    | Esperanto                                | Esperanto                   | I/C         | Konstruierte Sprache                 |
| era   |       |        | Eravallan                                | Eravallan                   | I/L         | Dravidische Sprachen                 |
| erg   |       |        | Sie                                      | Sie                         | I/L         | Süd-Vanuatu-Sprachen                 |
| erh   |       |        | Eruwa                                    | Eruwa                       | I/L         | Edoide Sprachen                      |
| eri   |       |        | Ogea                                     | Ogea                        | I/L         | Madang-Adelbert-Range-Sprachen       |
| erk   |       |        | Süd-Efate                                | Efate, South                | I/L         | Zentral-Vanuatu-Sprachen             |
| ero   |       |        | Horpa                                    | Horpa                       | I/L         | Qiang-Gyalrong-Sprachen              |
| err   |       |        | Erre                                     | Erre                        | I/E         | Arnhem-Land-Sprachen                 |
| ers   |       |        | Ersu                                     | Ersu                        | I/L         | Qiang-Gyalrong-Sprachen              |
| ert   |       |        | Eritai                                   | Eritai                      | I/L         | Geelvink-Bay-Sprachen                |
| erw   |       |        | Erokwanas                                | Erokwanas                   | I/L         | Ost-malayo-polynesische Sprachen     |
| ese   |       |        | Ese’ejja                                 | Ese Ejja                    | I/L         | Pano-Tacana-Sprachen                 |
| esg   |       |        | Aheri Gondi                              | Aheri Gondi                 | I/L         | Dravidische Sprachen                 |
| esh   |       |        | Eshtehardi                               | Eshtehardi                  | I/L         | Iranische Sprachen                   |
| esi   |       |        | Nordalaska-Inupiaq                       | Inupiatun, North Alaskan    | I/L         | Inuit-Sprachen                       |
| esk   |       |        | Nordwestalaska-Inupiaq                   | Inupiatun, Northwest Alaska | I/L         | Inuit-Sprachen                       |
| esl   |       |        | Ägyptische Gebärdensprache               | Egypt Sign Language         | I/L         | Arabische Gebärdensprachen           |
| esm   |       |        | Esuma                                    | Esuma                       | I/E         | Kwa-Sprachen                         |
| esn   |       |        | Salvadorianische Gebärdensprache         | Salvadoran Sign Language    | I/L         | Gebärdensprache                      |
| eso   |       |        | Estnische Gebärdensprache                | Estonian Sign Language      | I/L         | Gebärdensprache                      |
| esq   |       |        | Esselen                                  | Esselen                     | I/E         | Isolierte Sprachen                   |
| ess   |       |        | Zentral-Sibirisches Yupik                | Yupik, Central Siberian     | I/L         | Yupik-Sprachen                       |
| est   | et    | est    | Estnisch                                 | Estonian                    | M/L         | Ostseefinnische Sprachen             |
| esu   |       |        | Zentral-Alaska-Yupik                     | Yupik, Central              | I/L         | Yupik-Sprachen                       |
| esy   |       |        | Eskayan                                  | Eskayan                     | I/C         | Konstruierte Sprache                 |
| etb   |       |        | Etebi                                    | Etebi                       | I/L         | Cross-River-Sprachen                 |
| etc   |       |        | Etchemin                                 | Etchemin                    | I/E         | Algonkin-Sprachen                    |
| eth   |       |        | Äthiopische Gebärdensprache              | Ethiopian Sign Language     | I/L         | Gebärdensprache                      |
| etn   |       |        | Eton (Vanuatu)                           | Eton (Vanuatu)              | I/L         | Zentral-Vanuatu-Sprachen             |
| eto   |       |        | Eton (Kamerun)                           | Eton (Cameroon)             | I/L         | Bantusprachen                        |
| etr   |       |        | Edolo                                    | Edolo                       | I/L         | Papuasprachen                        |
| ets   |       |        | Yekhee                                   | Yekhee                      | I/L         | Edoide Sprachen                      |
| ett   |       |        | Etruskisch                               | Etruscan                    | I/A         | Ägäische Sprachen                    |
| etu   |       |        | Ejagham                                  | Ejagham                     | I/L         | Ekoide Sprachen                      |
| etx   |       |        | Eten                                     | Eten                        | I/L         | Plateau-Sprachen                     |
| etz   |       |        | Semimi                                   | Semimi                      | I/L         | Mairasi-Sprachen                     |
| (eur) |       |        | Europanto                                | Europanto                   | I/C         | Konstruierte Sprache                 |
| eus   | eu    | baq    | Baskisch                                 | Basque                      | I/L         | Vaskonische Sprachen                 |
| eve   |       |        | Ewenisch                                 | Even                        | I/L         | Tungusische Sprachen                 |
| evh   |       |        | Uvbie                                    | Uvbie                       | I/L         | Edoide Sprachen                      |
| evn   |       |        | Ewenkisch                                | Evenki                      | I/L         | Tungusische Sprachen                 |
| ewe   | ee    | ewe    | Ewe                                      | Ewe                         | I/L         | Gbe-Sprachen                         |
| ewo   |       | ewo    | Ewondo                                   | Ewondo                      | I/L         | Bantusprachen                        |
| ext   |       |        | Extremadurisch                           | Extremaduran                | I/L         | Iberoromanische Sprachen             |
| eya   |       |        | Eyak                                     | Eyak                        | I/E         | Na-Dené-Sprachen                     |
| eyo   |       |        | Keiyo                                    | Keiyo                       | I/L         | Nilotische Sprachen                  |
| eza   |       |        | Ezaa                                     | Ezaa                        | I/L         | Igboide Sprachen                     |
| eze   |       |        | Uzekwe                                   | Uzekwe                      | I/L         | Cross-River-Sprachen                 |